# Магделен де ла Клод
Магделен де ла Клод (приблизно сер. 1630-х р. - ?) - офіцер, автор твору «Дзеркало Оттоманської імперії».

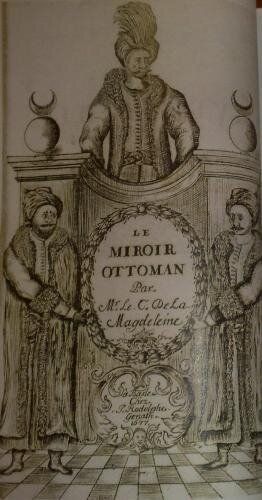
Титульний лист праці Клода де ла Магделена «Дзеркало Оттоманської імперії» (1677)

## Біографія
На жаль, про Клода де ла Магделена відомо мало. Про нього практично ніде не згадується. Позначене ім’я Клод вказане на сайті аукціону Сотбі, де в травні 2002 р. було виставлене на продаж перше, базельське видання цього твору з орієнтовною вартістю 800-1200 фунтів стерлінгів, яке в ході торгів було продане за 3107 фунтів стерлінгів. Прізвище де ла Магделен, у Наливайка Дмитра Сергійовича – Мадлен, дозволяє припустити, що автор, очевидно, міг належати до відомого бургундського роду, з якого походив й один з придворних Генріха IV, Франсуа де ла Магделен. І навряд чи це був псевдонім, як припускав Наливайко, тому що спроба видати себе за представника загальновідомого роду, не будучи ним, могла б супроводжуватися тоді негативними наслідками для автора. До того ж, в назві книги стосовно автора позначено «Mr. Le C[omte]. De la Magdeleine», що свідчить про його графський титул, а сам він зазначає, що його «народження завжди давало йому відповідний ранг».
Як слідує з твору, де ла Магделен багато років провів у Туреччині, де певний час перебував у турецькій неволі. З його слів, звернених до читача, можна зрозуміти, що він був взятий у полон під час однієї з битв із турками. Очевидно, це слід віднести до подій австро-турецької війни 1663-1664 рр., у якій взяв участь і французький експедиційний корпус, надісланий Людовіком XIV. У неволі де ла Магделену довелося пережити знущання, тортури, примус перейти в іслам і навіть загрозу смертної кари, про яку він повідомляє, що за одну ніч його чорне як смола волосся, окраса тридцятирічного чоловіка, перетворилося на сіре.
В 1672-1674 рр., в умовах нової війни, де ла Магделен брав участь у поході війська Мехмеда IV на Україну. В 1676 р. йому пощастило вивільнитися від неволі, й він поступив на службу до баварського курфюрста Фердинанда-Марії (1636-1679). Свою працю де ла Магделен присвятив саме йому, назвавши себе в передмові у відповідності до тогочасного етикету його «найнижчим і найвідданішим слугою». Як відомо, цей володар Баварії проводив досить активну зовнішню політику своєї невеликої держави, спираючись на союз із Францією і навіть був одружений з онукою французького короля Генріха IV. Відзначимо, що знаменне й саме місто виходу в світ цього твору, оскільки швейцарський Базель знаходиться майже у самого франко-баварського кордону.
З тексту книги можна зрозуміти, що, будучи офіцером, автор чудово розбирався у військовій справі. Принаймні, дуже багато місця він відводить питанням фортифікації, управління армією, тактики бою, артилерійському мистецтву, озброєнню, особливостям ведення військових кампаній тощо, присвятивши цьому всю другу частину твору.
В 1677 р. у швейцарському Базелі вийшла в світ двотомна праця Клода де ла Магделена «Дзеркало Оттоманської імперії», яка відразу стала ходовою у французьких книгарнях, зважаючи на актуальність описуваних в ній подій, і зазнала кілька перевидань. Вже в 1678 р. вона була передрукована в Парижі, а в 1680 р. в Ліоні. Повна назва цього твору, як і характерно для того часу, була досить розлогою, наприклад, ліонське видання називалося так «Дзеркало Оттоманської імперії або сучасний стан двору та війська великого правителя з описом усіх особливостей способу життя турків і розповіддю про все найважливіше, що відбувалося під час війни турків у Польщі та в Україні до 1677 р.».

## Проблема України у творі
Досить часто автор звертається до української проблематики. Насамперед це стосується питань притоку рабів до Османської імперії, жахливе становище яких він знає не з чуток. Він зазначає, що головним постачальником невільників є кримські татари. Відзначає він і численні випадки ренегатства серед невільників з України, котрі завдяки цьому отримували змогу посісти важливе становище в турецькому суспільстві, як, наприклад, султанша-валіде Турхан-Хатіс, матір тогочасного правителя Високої Порти Мехмеда IV, що була «руською селянкою, поневоленою татарами (une paysanne Russiene faite esclave par les Tartares)». Про цю жінку автор відгукується досить схвально, хоча й відзначає, що її карколомний злет супроводжувався загубленням душі внаслідок відвернення від Христа та прийняття ісламу. Втім, це не заважало їй допомагати при нагоді своїм землякам у турецькій неволі, про що свідчить сам автор. Але головним чином Україна розглядається в творі де ла Магделена у зв’язку з походами турецької армії в 1670-х рр., яким присвячено окремий додаток наприкінці книги. Автор досить детально занотовує подробиці переходу великої армії Мехмеда IV через Дунай, де до нього приєдналися загони волоського та молдавського князів, а також козаки «бунтівного Дорошенка (rebele Dorosinko)», зосередження військ султана навколо Кам’янця-Подільського та подальшу облогу і штурм міста, наступні походи турків і татар на Львів та інші міста України в 1672-1675 рр. і масове поневолення місцевого люду, який уганявся в Крим і Туреччину. Особливу увагу де ла Магделен звертає на облогу та захоплення Умані (1674), що супроводжувалося жахливою різнею місцевого населення, звірячими розправами над жінками та дітьми, які дуже вразили автора. Завершується виклад подій у творі 1676 р., коли Дорошенко здався військам московського царя та козакам Самойловича.

## Дорошенко
Петро Дорошенко є постійним героєм цього оповідання, хоча й не викликає симпатій у автора. де ла Магделен називає його «гетьманом» (Hatteman) або «генералом» (Général). Турки й татари виступають у ролі його більш могутніх союзників, які бачать свій інтерес у війні в Україні проти поляків, росіян та опозиційних до протурецького гетьмана козаків. Наслідком завоювань армії Мехмеда IV стало те, що «Україна була залишена Дорошенку під турецькою зверхністю (l’Ukraine fût laissée à Dorosinko, sous la protéction du Turq)». А, коли «могутня армія московитів атакувала Чигирин, головну фортецю бунтівного Дорошенка (Cherin, principale forteresse du rebelle Dorosinko)», турецько-татарське військо відразу вирушило йому на допомогу.

## Ян Собеський
Набільшу прихильність автора викликає польський полководець Ян Собеський, обрання якого королем де ла Магделен вважає цілком заслуженим. Кілька разів у своєму творі автор називає цього воєначальника «непереможним». Слід зауважити, що книга була написана за кілька років до славнозвісної Віденської битви, що принесла Яну III Собеському світову славу та популярність.

## Цікавий факт
Саме в праці де ла Магделена наводиться унікальний факт про те, як Мехмед IV зазнав несподіваного нападу козаків під час полювання (своєї улюбленої розваги, за що й отримав прізвисько «Мисливець») 12 серпня 1674 р. в околицях Кам’янця-Подільського. Як зазначає автор, козаки неодмінно вбили б султана, якби знали, хто це. І тільки завдяки доброму коню Мехмеду IV пощастило врятуватися.